# Bettina Klix
Bettina Klix (* 27. März 1961 in Berlin) ist eine deutsche Schriftstellerin.

## Leben
Bettina Klix wuchs in Berlin auf. Von 1980 bis 1987 studierte sie Germanistik an der Freien Universität Berlin, gefolgt in den Jahren 1987 bis 1990 von einem Studium der Sozialpädagogik und Sozialarbeit, das sie als Diplom-Sozialpädagogin abschloss. Sie verfasst literarische Kurzprosa und Essays. 1993 nahm sie teil am Ingeborg-Bachmann-Wettbewerb in Klagenfurt.
Bettina Klix ist Mitglied des Verbandes Deutscher Schriftsteller. 1989 erhielt sie ein Arbeitsstipendium des Berliner Senats, 1993 ein Stipendium des Berliner Künstlerinnenprogramms sowie 1996 ein Stipendium des Künstlerhauses Schloss Wiepersdorf.

## Schriften
- Tiefenrausch. Frankfurt am Main 1986.
- Sehen, Sprechen, Gehen. Frankfurt am Main 1993.
- Willkommen im Wunderland. Fotos von Christine Kriegerowski. Berlin 2008.
- Verlorene Söhne, Töchter, Väter. Über Paul Schrader. Verbrecher-Verlag, Berlin 2010, ISBN 978-3-940426-57-4.
- Rapture of the Depths, translated by Eric Miller, Ecstasis Editions, Victoria, Canada, 2011
- Gelegenheiten. Kurzprosa, Edition Nachtgänge, Berlin 2014, ISBN 978-3-9814191-2-2.
- "Der Kreuzweg von Paul Brandenburg", benedict müller verlag, Berlin 2015, ISBN 978-3-940131-12-6